# کارل یازدهم
کارل یازدهم (به سوئدی: Karl XI) (۲۴ نوامبر ۱۶۵۵ – ۵ آوریل ۱۶۹۷) از ۱۶۶۰ تا زمان مرگش شاه سوئد در ۱۶۹۷ بود. وی در دورانی حکومت می‌کرد که به عصر امپراتوری سوئد (۱۶۱۱–۱۷۱۸) معروف است.
کارل تنها پسر کارل دهم، پادشاه سوئد، و هدویگ الیونورا هولشتاین-گورتورپ بود. زمانی که او ۵ سال داشت، پدرش درگذشت و به همین دلیل، دولتمردان سوئدی تا زمان تاجگذاری کارل در سن ۱۷ سالگی او، به عنوان نایب السلطنه قدرت را در دست داشتند. خیلی زود پس از تاجگذاری، کارل در جنگ اسکونه علیه دانمارک شرکت کرد و فتوحات خود را به عنوان یک رهبر نظامی آغاز نمود. او پس از پیروزی بر دانمارک، به استکهلم بازگشت و سیستم سیاسی، اقتصادی و مالی سوئد را اصلاح کرد. در دوره حکومت او، نظام مالی، ناوگان دریایی، تسلیحات، آیین قضایی و آموزش سوئد همگی دچار تغییر و تحول شدند. پس از مرگ کارل یازدهم، تنها پسرش کارل به عنوان کارل دوازدهم سوئد بر تخت نشست و سوئد را در نبردهای گوناگون در اروپا رهبری کرد.